# Georg Christoph Lichtenberg
Georg Christoph Lichtenberg (Ober-Ramstadt, 1 de julho de 1742 — Göttingen, 24 de fevereiro de 1799) foi um físico alemão, satírico e anglófilo. Como cientista, ele foi o primeiro a ter um cargo de professor explicitamente dedicado à física experimental na Alemanha. Ele é lembrado por seus cadernos publicados postumamente, que ele mesmo chamou de sudelbücher, e por sua descoberta de padrões de descargas elétricas semelhantes a árvores, agora chamados de figuras de Lichtenberg.

## Vida
Georg Christoph Lichtenberg nasceu em Ober-Ramstadt perto de Darmstadt, Condado de Hesse-Darmstadt, o caçula de 17 filhos. Seu pai, Johann Conrad Lichtenberg, era um pastor ascendendo na hierarquia da igreja, que eventualmente se tornou superintendente de Darmstadt. Excepcionalmente para um clérigo daquela época, ele parece ter possuído uma boa quantidade de conhecimento científico. Lichtenberg foi educado na casa de seus pais até os 10 anos de idade, quando ingressou na Lateinschule em Darmstadt. Sua inteligência se tornou óbvia desde muito cedo. Ele queria estudar matemática, mas sua família não tinha dinheiro para pagar as aulas. Em 1762, sua mãe candidatou-o a Luís VIII de Hesse-Darmstadt, que concedeu fundos suficientes. Em 1763, Lichtenberg ingressou na Universidade de Göttingen.
Em 1769 ele se tornou professor extraordinário de física e seis anos depois professor ordinário. Ele manteve este posto até sua morte. Convidado por seus alunos, ele visitou a Inglaterra duas vezes, da Páscoa ao início do verão de 1770 e de agosto de 1774 ao Natal de 1775, onde foi recebido cordialmente por Jorge III e a Rainha Carlota. Ele conduziu o rei através do observatório real em Richmond, no qual o rei propôs que se tornasse professor de filosofia. Ele também se encontrou com participantes das viagens de Cook. A Grã-Bretanha o impressionou e ele posteriormente se tornou um conhecido anglófilo.
Um dos primeiros cientistas a introduzir experimentos com aparelhos em suas palestras, Lichtenberg foi uma figura popular e respeitada nos círculos intelectuais europeus contemporâneos. Ele foi um dos primeiros a introduzir o para-raios de Benjamin Franklin na Alemanha, instalando tais dispositivos em sua casa e nos galpões do jardim. Ele manteve relações com a maioria das grandes figuras da época, incluindo Goethe e Kant. Em 1784, Alessandro Volta visitou Göttingen especialmente para vê-lo e seus experimentos. O matemático Karl Friedrich Gauss assistiu a suas palestras. Em 1793, foi eleito membro da Royal Society.
Lichtenberg estava sujeito à procrastinação. Ele não conseguiu lançar o primeiro balão de hidrogênio. Ele sempre sonhou em escrever um romance à la Tom Jones de Fielding, mas nunca terminou mais do que algumas páginas.
Lichtenberg tornou-se corcunda quando criança devido a uma malformação de sua coluna que sofreu uma queda. Isso o deixou incomumente baixo, mesmo para os padrões do século XVIII. Com o tempo, essa malformação piorou e acabou afetando sua respiração.

### Vida pessoal
Em 1777, ele conheceu Maria Stechard, então com 13 anos, que viveu com o professor permanentemente após 1780. Ela morreu em 1782. O relacionamento deles foi transformado em um romance por Gert Hofmann.
Em 1783, no ano seguinte, Lichtenberg conheceu Margarethe Kellner (1768-1848). Casou-se com ela em 1789, para lhe dar uma pensão, pois pensava que morreria em breve. Eles tiveram seis filhos e ela viveu mais 49 anos.
Em 1799, Lichtenberg morreu em Göttingen após uma curta doença aos 56 anos.

## Cadernos pessoais e livros
São os extensos cadernos pessoais e livros deixados por Lichtenberg, que guardou de seus dias de estudante até o fim de sua vida. A cada volume foi atribuída uma letra do alfabeto de A, que começou em 1765, a L, que interrompeu com a morte de Lichtenberg em 1799.
Esses cadernos se tornaram conhecidos para o mundo após a morte do homem, quando a primeira e a segunda edições de Lichtenbergs Vermischte Schriften (1800–06 e 1844–53) foram publicadas por seus filhos e irmãos. Após as publicações iniciais, no entanto, os cadernos G e H, e a maior parte do caderno K, foram destruídos ou desapareceram. Acredita-se que essas partes ausentes continham materiais sensíveis. Os manuscritos dos cadernos restantes são preservados na Universidade de Göttingen.
Os cadernos contêm citações de passagens que impressionaram Lichtenberg, títulos de livros para ler, esboços autobiográficos e reflexões curtas ou longas, incluindo observações agudas sobre a natureza humana, à maneira dos moralistas franceses do século XVII. Essas reflexões o ajudaram a ganhar sua fama póstuma como um dos melhores aforistas da história intelectual ocidental. Alguns estudiosos tentaram destilar um sistema de pensamento das reflexões dispersas de Lichtenberg, mas ele não era um filósofo profissional e não tinha necessidade de apresentar, ou conceber, uma filosofia consistente.
Os álbuns de recortes revelam uma forma crítica e analítica de pensamento e ênfase na evidência experimental na física, por meio da qual ele se tornou um dos primeiros fundadores e defensores da metodologia científica moderna.
Quanto mais experiência e experimentos são acumulados durante a exploração da natureza, mais vacilantes se tornam suas teorias. É sempre bom não abandoná-los instantaneamente. Pois toda hipótese que costumava ser boa, pelo menos, serve ao propósito de resumir devidamente e manter todos os fenômenos até o seu tempo. Deve-se estabelecer a experiência conflitante separadamente, até que tenha se acumulado o suficiente para justificar os esforços necessários para construir uma nova teoria. (Lichtenberg: álbum de recortes JII / 1602)
Lichtenberg, um ateu, religião satirizada dizendo "Agradeço ao Senhor mil vezes por ter me tornado um ateu".
Arthur Schopenhauer admirava muito Lichtenberg pelo que havia escrito em seus cadernos. Ele o chamou de um daqueles que "pensam... para sua própria instrução", que são "verdadeiros 'pensadores para si mesmos' em ambos os sentidos da palavra". Outros admiradores dos cadernos de notas de Lichtenberg incluem Friedrich Nietzsche, Sigmund Freud, Ludwig Wittgenstein e Jacques Barzun.
Sigmund Freud (em sua carta "Por que a guerra?" Para Albert Einstein) mencionou a invenção de Lichtenberg de um "Compasso dos motivos" em uma discussão sobre a combinação de motivos humanos compostos e citou-o dizendo: "Os motivos que nos levam a fazer qualquer coisa pode ser organizado como os trinta e dois ventos e pode receber nomes no mesmo padrão: por exemplo, 'comida-comida-fama' ou 'fama-fama-comida'”.
Lichtenberg não é lido por muitos fora da Alemanha. Leo Tolstoy tinha os escritos de Lichtenberg em alta estima, expressando sua perplexidade sobre "por que os alemães de hoje negligenciam tanto este escritor". O sábio e erudito chinês Qian Zhongshu cita os Scrapbooks em suas obras várias vezes.

## Outros trabalhos
Como satírico, Lichtenberg ocupa uma posição importante entre os escritores alemães do século XVIII. Seu humor mordaz o envolveu em muitas controvérsias com contemporâneos famosos, como o fisionomista suíço Johann Kaspar Lavater, cuja ciência da fisionomia ele ridicularizou, e Johann Heinrich Voss, cujas opiniões sobre a pronúncia grega suscitaram uma sátira poderosa, Über die Pronúncia der Schöpse des alten Griechenlandes ("Sobre a Pronúncia das Ovelhas da Antiga Grécia"). Pela sagacidade de Laurence Sterne sobre o preconceito do clero, em seu romance Tristram Shandy, Lichtenberg o condenou como um scandalum ecclesiae (um escândalo para a Igreja).
Em 1777, Lichtenberg se opôs à aparente deturpação da ciência por Jacob Philadelphia. Lichtenberg o considerava um mágico, não um físico, e criou um pôster satírico com o objetivo de impedir a Filadélfia de realizar sua exposição em Göttingen. O cartaz, chamado “Avertissement de Lichtenberg”, descrevia truques extravagantes e milagrosos que deveriam ser realizados. Como resultado, a Filadélfia deixou a cidade sem uma apresentação.
Com base em suas visitas à Inglaterra, seu Briefe aus England, com admiráveis descrições da atuação de David Garrick, são os mais atraentes de seus escritos publicados durante sua vida.
De 1778 em diante, Lichtenberg publicou o Göttinger Taschen Calender e contribuiu para o Göttingisches Magazin der Wissenschaften und Literatur, que editou por três anos (1780-1782) com J.G.A. Forster. O Calendário Taschen de Göttinger, além de ser um calendário comum para o uso diário, continha não apenas pequenos escritos sobre fenômenos naturais e novas descobertas científicas (que seriam chamadas de ciência popular hoje), mas também ensaios nos quais ele contestava o charlatanismo e a superstição. Também continha ataques aos escritores de “ Sturm und Drang”. No espírito do Iluminismo, ele se esforçou para educar as pessoas comuns a usarem a lógica, a inteligência e o poder de seus próprios sentidos.
Em 1784, ele assumiu a publicação do livro Anfangsgründe der Naturlehre ("Fundamentos das Ciências Naturais") de seu amigo e colega Johann Christian Erxleben após sua morte prematura em 1777. Até 1794, seguiram-se três outras edições, que por muitos anos, permaneceu o livro-texto padrão de física em alemão.
De 1794 a 1799, ele publicou um Ausführliche Erklärung der Hogarthischen Kupferstiche, no qual descreveu os detalhes satíricos das gravuras de William Hogarth.

## Legado
Como físico, Lichtenberg é lembrado por suas investigações em eletricidade, por descobrir padrões de descarga ramificados em dielétricos, agora chamados de figuras de Lichtenberg. Em 1777, ele construiu um grande eletróforo para gerar eletricidade estática por indução. Um dos maiores feitos, tinha 2 m de diâmetro e podia produzir faíscas de 38 cm. Com ele, ele descobriu o princípio básico da moderna tecnologia de copiadora xerográfica. Ao descarregar um ponto de alta tensão perto de um isolador, ele foi capaz de registrar estranhos padrões semelhantes a árvores em poeira fixa. Essas figuras de Lichtenberg são consideradas hoje exemplos de fractais. Uma cratera na Lua é chamada de Lichtenberg em sua homenagem. Sua vida e obra são ficcionalizadas no romance Fragments de Lichtenberg do romancista francês Pierre Senges (2008).
Ele propôs o sistema de tamanho de papel padronizado usado globalmente hoje, exceto no Canadá e nos Estados Unidos, definido pela ISO 216, que tem A4 como o tamanho mais comumente usado.
Robert Wichard Pohl, um sucessor de Lichtenberg em Göttingen no século XX e um dos fundadores da física do estado sólido usou um programa de pesquisa semelhante, no qual o experimento era uma parte essencial da narrativa do conhecimento científico.